# Lepidostoma nayarkot
Lepidostoma nayarkot är en nattsländeart som beskrevs av Malicky och Chantaramongkol 1994. Lepidostoma nayarkot ingår i släktet Lepidostoma och familjen kantrörsnattsländor. Inga underarter finns listade i Catalogue of Life.